# Velimir Laznibat
Velimir Laznibat (Makarska, 17. veljače 1931. – Mostar, 12. travnja 2015.) bio je hrvatski jezikoslovac.

## Životopis
Rođen je 17. veljače 1931. u Makarskoj. Osnovnu školu je pohađao u Metkoviću, a klasičnu gimnaziju u Dubrovniku. Zatim je pohađao Filozofski fakultet u Zagrebu, studijsku grupu hrvatski jezik i književnost. Duži period nakon diplomiranja bilo mu je onemogućeno zaposlenje.
Prvi posao dobija u Livnu gdje predaje u gimnaziji i ekonomskoj školi. Od 1964. bio je profesor u Učiteljskoj školi u Mostaru. Zatim je predavao na Pedagoškoj akademiji. Magistrirao je 1974. godine u Beogradu s temom „Jezik dubrovačkih testamenata 17. stoljeća”. Za taj rad kao izvrstan znanstveni filološki prinos dobio je I. oktobarsku nagradu grada Beograda. Odbio je ponude za zaposlenje u Beogradu te se vraća u Hercegovinu.
Doktorirao je u Zadru 1996. godine temom „Govor Dubrovnika u 17. i 18. stoljeću”. Bio je voditelj Centra za studij novinarstva pri Sveučilištu u Mostaru.

## Djela
- „Govor Dubrovnika u 17. i 18. stoljeću” (Mostar, 1996.)
- „Učimo hrvatski (jezični savjeti)” (Mostar, 1998.)
- „Retorika” (Mostar, 2000.)

### Članci
- Musa, Šimun. 2015. Prof. dr. Velimir Laznibat. Mostariensia. Sveučilište u Mostaru. Mostar. 19 (1): 197–199